# Grand Prix 2 na Żużlu 2023
Grand Prix 2 na Żużlu 2023 – cykl turniejów żużlowych, mający na celu wyłonić najlepszego na świecie żużlowca do lat 21 w sezonie 2023. Była to druga edycja zawodów, od kiedy przemianowano je na Grand Prix 2. 
W cyklu zwyciężył Mateusz Cierniak, który jako trzeci w historii stanął na najwyższym stopniu podium dwa razy z rzędu na Indywidualnych Mistrzostwach Świata Juniorów na żużlu. Pozostałą dwójką zawodników którzy sięgnęli po medale byli odpowiednio Damian Ratajczak wraz z Bartłomiejem Kowalskim. Wcześniej były tylko dwa przypadki, w których na podium stawali wyłącznie Polacy. 
Medaliści zostali wyłonieni na podstawie sumy punktów zdobytych w trzech turniejach finałowych, rozegranych w Pradze, Gorzowie Wielkopolskim i Vojens. 
W każdym turnieju finałowym uczestniczyło 15 zawodników, którzy zakwalifikowali się do fazy finałowej, oraz 1 zawodnik z tzw. „dziką kartą”.
Podczas 1. finału w Pradze, z powodu złamania kości łódeczkowatej nadgarstka, którego nabawił się w trakcie zawodów w lidze szwedzkiej, nie wystąpił Łotysz Francis Gusts. Pierwszy rezerwowy cyklu Nazar Parnicki doznał podobnej kontuzji, złamania kości nadgarstka podczas rundy kwalifikacyjnej do cyklu SGP2. W rezultacie w miejsce Francisa Gustsa do zawodów przystąpił drugi rezerwowy cyklu, brytyjczyk Anders Rowe.

## Uczestnicy
W tym roku największą liczbę reprezentantów (3) posiadały aż trzy kraje Polska, Szwecja i Dania.
Podobnie jak w cyklu Grand Prix, uczestnicy mieli prawo wyboru własnego numeru startowego.
| Stali uczestnicy | Stali uczestnicy | Stali uczestnicy                                                          |
| ---------------- | ---------------- | ------------------------------------------------------------------------- |
| Polska           | 3                | (842) Mateusz Cierniak, (523) Damian Ratajczak, (302) Bartłomiej Kowalski |
| Szwecja          | 3                | (43) Casper Henriksson, (118) Gustav Grahn (243) Philip Hellstroem-Bangs  |
| Dania            | 3                | (63) Nicolai Heiselberg, (94) Esben Hjerrild, (161) Emil Breum            |
| Czechy           | 1                | (44) Petr Chlupáč                                                         |
| Łotwa            | 1                | (140) Francis Gusts                                                       |
| Australia        | 1                | (27) Keynan Rew                                                           |
| Niemcy           | 1                | (33) Norick Blödorn                                                       |
| Słowenia         | 1                | (226) Anže Grmek                                                          |
| Norwegia         | 1                | (999) Mathias Pollestad                                                   |

### Dzika karta i rezerwowi toru
| Lp. | Runda               | Dzika karta   | Rezerwowy 1       | Rezerwowy 2        |
| --- | ------------------- | ------------- | ----------------- | ------------------ |
| 1   | Praga               | Daniel Klima  | Jaroslav Vaniček  | Matouš Kamenik     |
| 2   | Gorzów Wielkopolski | Oskar Paluch  | Wiktor Przyjemski | Mateusz Bartkowiak |
| 3   | Vojens              | Jonas Knudsen | William Drejer    | Bastian Pedersen   |

### Stali rezerwowi
|    | Nr  | Zawodnik            |
| -- | --- | ------------------- |
| R1 | 785 | Nazar Parnicki      |
| R2 | 111 | Anders Rowe         |
| R3 | 38  | Ernests Matjušonoks |
| R4 | 716 | Bastian Borke       |
| R5 | 212 | Kacper Pludra       |
| R6 | 118 | Drew Kemp           |

## Kalendarz
| Lp. | Data        | Miejscowość         | Zwycięzca        |
| --- | ----------- | ------------------- | ---------------- |
| 1   | 2 czerwca   | Praga               | Mateusz Cierniak |
| 2   | 23 czerwca  | Gorzów Wielkopolski | Mateusz Cierniak |
| 3   | 15 września | Vojens              | Damian Ratajczak |

## Klasyfikacja końcowa
Stan na 16 września 2023
| Lp. | Zawodnik                      | Rok ur. | 1. finał | 2. finał | 3. finał | Suma |
| --- | ----------------------------- | ------- | -------- | -------- | -------- | ---- |
| 1   | (842) Mateusz Cierniak        | 2002    | 20       | 20       | 9        | 49   |
| 2   | (523) Damian Ratajczak        | 2005    | 16       | 9        | 20       | 45   |
| 3   | (302) Bartłomiej Kowalski     | 2002    | 18       | 12       | 12       | 42   |
| 4   | (27) Keynan Rew               | 2003    | 12       | 18       | 11       | 41   |
| 5   | (43) Casper Henriksson        | 2004    | 1        | 14       | 18       | 33   |
| 6   | (999) Mathias Pollestad       | 2004    | 14       | 8        | 7        | 29   |
| 7   | (243) Philip Hellstroem-Bangs | 2003    | 7        | 10       | 10       | 27   |
| 8   | (161) Emil Breum              | 2002    | 10       | 16       | 0        | 26   |
| 9   | (33) Norick Blödorn           | 2004    | 6        | 11       | 4        | 21   |
| 10  | (140) Francis Gusts           | 2003    | –        | 6        | 14       | 20   |
| 11  | (63) Nicolai Heiselberg       | 2005    | 5        | 5        | 8        | 18   |
| 12  | (17) William Drejer           | 2005    | –        | –        | 16       | 16   |
| 13  | (94) Esben Hjerrild           | 2002    | 8        | 4        | 1        | 13   |
| 14  | (118) Gustav Grahn            | 2004    | 11       | 1        | –        | 12   |
| 15  | (111) Anders Rowe             | 2002    | 9        | –        | –        | 9    |
| 16  | (44) Petr Chlupáč             | 2002    | 3        | 2        | 3        | 8    |
| 17  | (16) Oskar Paluch             | 2006    | –        | 7        | –        | 7    |
| 18  | (226) Anže Grmek              | 2005    | 2        | 3        | 2        | 7    |
| 19  | (18) Bastian Pedersen         | 2006    | –        | –        | 6        | 6    |
| 20  | (16) Jesper Knudsen           | 2004    | –        | –        | 5        | 5    |
| 21  | (16) Daniel Klima             | 2002    | 4        | –        | –        | 4    |
| 22  | (785) Nazar Parnicki          | 2006    | –        | –        | 0        | 0    |